# Radsatzgetriebe
Radsatzgetriebe sind im Triebdrehgestell von Schienenfahrzeugen verbaut. Sie übertragen und wandeln das Drehmoment und die Drehzahl des Antriebsmotors auf die Radsatzwelle. Das Antriebsmoment wird über die Drehmomentstütze am Drehgestell abgestützt. Meist verfügen Radsatzgetriebe über einen sogenannten Notfang oder Notabstützung. Dieser verhindert, dass bei einem Bruch der Drehmomentstütze das Getriebe ins Gleisbett fallen kann. Gehäuse werden in Sphäroguss (Beispiel: Vossloh G 6) oder Aluminiumguss (Beispiel: HHA Typ DT5) ausgeführt. Heutzutage kommen fast ausschließlich Labyrinthdichtungen zum Einsatz. Meistens reicht konventionelle Tauchschmierung aus, in Sonderfällen kommen Ölpumpen zum Einsatz (Beispiel: Siemens Ultra Low Floor). Bei Radsatzgetrieben für Hochgeschwindigkeitstriebzüge werden die Lagertemperaturen permanent überwacht.

## Konstruktionsvarianten
Radsatzgetriebe sind meist:
- 1-stufig (Beispiel: Metrowagonmasch 81-740/741)
- 1-stufig mit Zwischenrad (Beispiel: Treno Alta Frequentazione), oder
- 2-stufig (Beispiel: Siemens Desiro, NMBS/SNCB-Reihe AM 08) ausgeführt.

Je nach Anordnung des Antriebs werden Stirnräder, Kegelräder oder eine Kombination von beiden verwendet. 
Man unterscheidet außerdem:
- vollabgefederte (Beispiel: Eurotunnel Class 9),
- teilabgefederte (Beispiel: CRH3) und
- ungefederte Radsatzgetriebe (siehe auch Tatzlager-Antrieb)

Anbindung Antrieb an Schaltgetriebe (bei DMU) oder Elektromotor:
- Via Gelenkwelle (Beispiel: SNCF Z-TER)
- Antriebskupplung, z. B. Bogenzahnkupplung für Wegausgleich zwischen Radsatz und Drehgestell
- fest verblockt mit oder ohne Gummielemente (Beispiel: DB-Baureihe 423)

Anbindung Abtrieb:
- Zahnrad (Tellerrad) wird direkt auf die Radsatzwelle aufgepresst (Beispiel: Alstom Coradia LINT)
- über Hohlwelle (Beispiel: Metro Madrid, Baureihe 7000)
- über Keilpaketkupplung (Beispiel: WSW Generation 15)
- Lenkerkupplung

Kann im Radsatzgetriebe die Fahrtrichtung gewechselt werden, wird von einem Radsatzwendegetriebe gesprochen. Manche Radsatzgetriebe verfügen über einen „Durchtrieb“, der es ermöglicht, über eine Gelenkwelle die zweite Radsatzwelle im gleichen Drehgestell anzutreiben.